# Hampton (New York)
Hampton város az USA New York államában. Lakosainak száma 857 fő (2020. április 1.).

## Története
A várost 1786-ban alapították, és egykor „Hampton Corners”nek és „Greenfield”nek hívták. Gideon G. Warren, az amerikai függetlenségi háború egykori tisztje alapította. Az első városi gyűlést az ő otthonában tartották. Az első telepesek közül sokan Massachusettsből és Connecticutból származtak.

## Népesség
A település népességének változása:

| 2010 | 938 |
| 2020 | 857 |